# 元灵遵
元灵遵（？—？），一名遵，又作灵道，河南郡洛阳县（今河南省洛阳市东）人，魏文成帝拓跋濬曾孙，散骑常侍、武卫将军、东中郎将、广川刚王元谐之子，北魏宗室、官员。

## 生平
元谐死后，元灵遵承袭为广川王，官至冠军将军、青州刺史，死后，谥为悼或哀。元灵遵没有儿子，魏宣武帝元恪下旨以元灵遵堂兄元谌的第二子元焕过继给元灵遵，承袭广川王。

## 家族

### 祖父母
- 拓跋略，北魏侍中、征北大将军、中都大官，又加车骑大将军、广川庄王[5]
- 上谷侯氏，北魏平南将军、洛州刺史侯石拔之女[5]

### 父母
- 元谐，北魏散骑常侍、武卫将军、东中郎将、广川刚王[5]
- 中山王氏，北魏侍中、吏部尚书、卫大将军、尚书令、太宰公、中山文宣王王叡之女[5]

### 夫人
- 河南宇文氏，镇东府长史、悬氏侯宇文伯升之女[5]